# 有馬晴純
有馬 晴純（ありま はるずみ）は、戦国時代の肥前国の大名。肥前有馬氏の当主。肥前日之江城主。

## 生涯
文明15年（1483年）、有馬尚鑑の子として生まれる。
祖父の有馬貴純の代に成長した勢力をさらに拡大させ、高来郡を中心に島原半島一帯を支配下に治め、貿易を独占して肥前有馬氏の最盛期を創出した。その実力は室町幕府将軍・足利義晴にも認められ、天文8年（1539年）、義晴から偏諱（「晴」の字）を賜る（足利将軍家からの偏諱の授与は父・尚鑑が足利義尚から1字を賜って以来行われている）とともに、修理大夫に任じられている。このとき、返礼として刀や馬、黄金などを献上している。
天文15年（1546年）、龍造寺家兼の居城・水ケ江城を攻め落とすが、2ヵ月後に家兼の逆襲を受けて奪還されている。その後、晴純は次男・純忠を大村氏へ養子に出したのをはじめ、千々石氏や波多氏などにも3男・千々石直員、4男・波多盛を養子として送り、肥前支配の強化を図る。
天文19年（1550年）にポルトガル船が支配地に入港するようになると、これによる南蛮貿易の利益で有馬氏はさらに発展したが、同時にキリスト教も広まるようになり、キリスト教を嫌った晴純は激しく弾圧したという。
天文21年（1552年）、嫡男の義貞に家督を譲って、隠居して悠々自適の生活を送った。しかし、この頃から大友宗麟や龍造寺隆信らによる肥前侵攻が激化するようになり、晴純が死去した頃には有馬氏の勢力は大きく縮小することになった。
しかし永禄7年（1564年）に義貞を領外に追放して家督も剥奪してしまう。
なお丸島和洋によると前年の龍造寺氏との戦いに敗れたことがきっかけで追放され家督は義純が継いだという。
永禄9年（1566年）、死去。享年84。